# 아나톨리 본다르추크
아나톨리 파블로비치 본다르추크(우크라이나어: Анато́лій Па́влович Бондарчу́к, 러시아어: Анато́лий Па́влович Бондарчу́к, 1940년 5월 31일~)는 소련의 육상 선수이자 우크라이나의 육상 지도자이다. 주 종목은 해머던지기로 1972년 하계 올림픽에서 금메달, 1976년 하계 올림픽에서 동메달을 획득했다.

## 생애
우크라이나 SSR 카메네츠포돌스키주의 스타로콘스탄티노프에서 태어난 본다르추크는 1964년 선수로서는 늦은 나이인 24세 때 해머던지기를 시작하였다. 그러나 곧 세계 규모 대회에 통할 엘리트 해머던지기 선수로 성장했다.
1969년 소련 국가대표 선수로 발탁되었고 유럽 선수권 대회에 이어 처음으로 소련 선수권 대회에서 우승하면서 두각을 드러냈다. 1969년 9월 그리스 아테네에서 열린 1969년 유럽 선수권 대회에서 대표팀 동료인 로무알트 클림과 동독의 라인하르트 타이머를 꺾고 우승했을 때기록한 74.68m는 세계 신기록이었으며, 1달 후에 로브노에서 열린 경기에서 75.48m로 개인 기록과 세계 기록을 갱신했다. 1971년 8월 핀란드 헬싱키 1971년 유럽 선수권 대회에서 71.40m의 기록으로 서독의 우베 바이어와 동독의 타이머의 뒤를 이어 동메달을 획득했으며, 1972년 하계 올림픽 우승 후보 중 한 명으로 꼽혔다. 이듬해인 1972년 6월 서독 아우크스부르크에서 열린 서독-소련 육상 평가전에서 1위를 차지했으며, 그 해 8월에 뮌헨에서 열린 1972년 하계 올림픽 에선에서 72.88m를 기록하면서 전체 1위로 결승에 올랐다. 결승전에서 1차 시기에서 75.60m를 기록하면서 올림픽 기록을 갱신했으며 동독의 요헨 작세와 대표팀 동료인 바실리 흐멜렙스키를 누르고 금메달을 획득했다. 이 공로로 소련 정부에게 명예휘장훈장을 받았다.
1973년 6월 스위스 취리히에서 열린 벨트클라세와 9월에 영국 에든버러에서 열린 유러피언 컵 파이널에서 우승을 차지했으나 1974년 9월 이탈리아 로마에서 열린 1974년 유럽 선수권 대회 예선에서 탈락했다. 로마 유럽 선수권 대회 이후 선수 생활을 그만두고 소련 국가대표팀 코치가 되어 유리 세디흐와 유리 탐 같은 선수들을 지도하였다. 1976년에 잠시 현역으로 복귀한 본다르추크는 그 해 7월 캐나다 몬트리올에서 열린 1976년 하계 올림픽에 참가했으며, 예선에서 71.08m를 기록하면서 전체 3위로 결승에 올랐다. 결승에서는 1차 시기에 75.48m를 기록하면서 제자인 세디흐와 알렉세이 스피리도노프의 뒤를 이어 동메달을 획득했다. 몬트리올 올림픽 이후에는 다시 현역에서 은퇴했고 그 해에 노동적기훈장을 받았다.
본다르추크는 현역 시절 올림픽 금메달 1개, 동메달 1개, 유럽 선수권 대회 1회 우승, 3위 1회, 소련 선수권 대회에서 4회 우승(1969, 1970, 1972, 1973)의 업적을 남겼으며, 세계에서 가장 큰 명성을 가진 해머던지기 감독들 중 하나가 되었다. 1980년과 1988년에 소련 올림픽 대표팀의 코치를 맡았으며 1991년부터 2004년까지 카타르 국가대표팀의 감독을 지냈다.
2004년 캐나다 브리티시컬럼비아주 캠루프스로 이주하여, 현지에서 해머던지기 선수들을 양성했다. 또한 그는 자신의 훈련 방법론을 연구하여 200여 편의 글과 11권의 저서를 집필했다.